# Hańcza (jezioro)

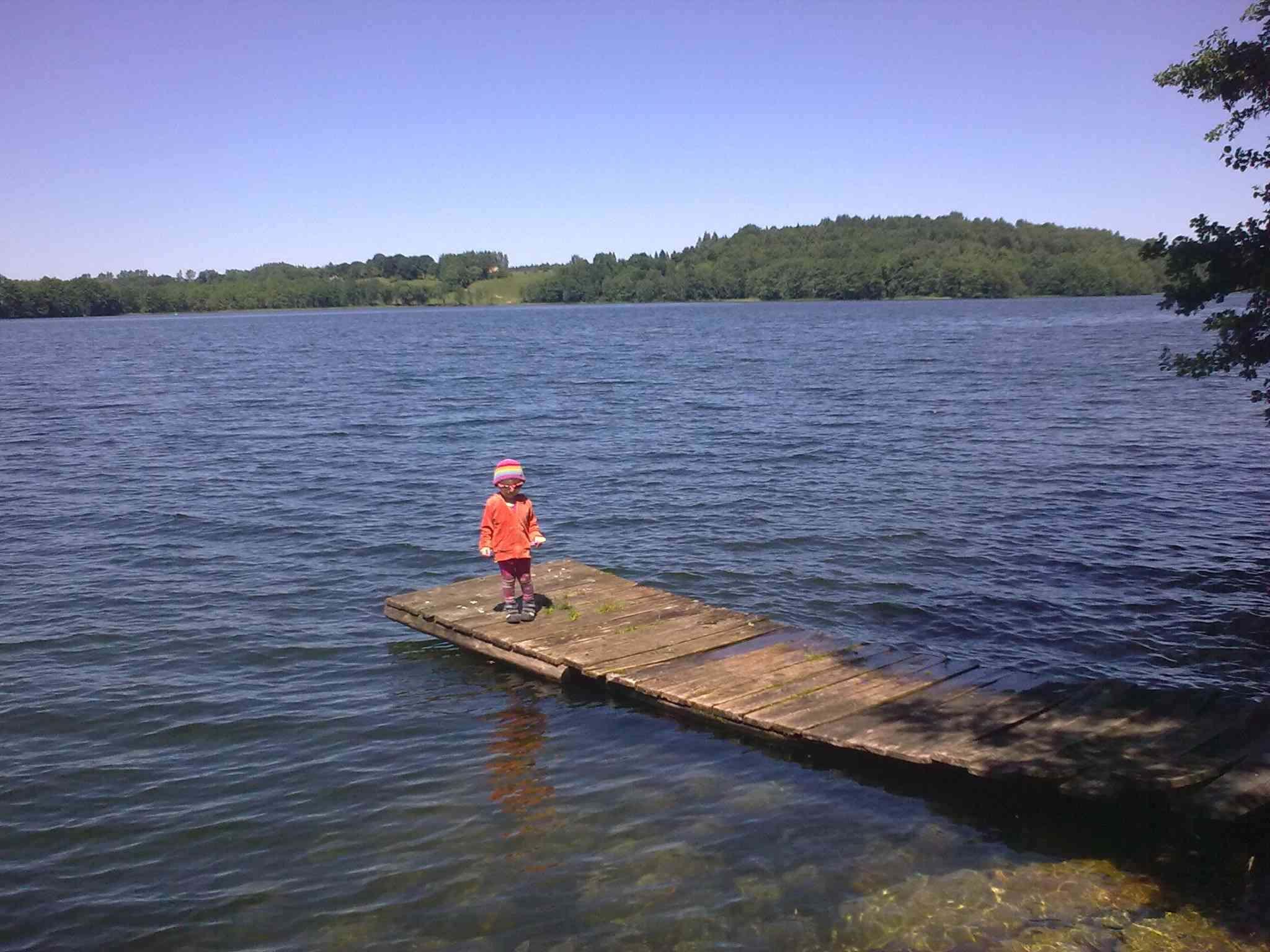
Widok na jezioro od strony Błaskowizny.

Hańcza – jezioro położone na Pojezierzu Wschodniosuwalskim. Najgłębsze jezioro w Polsce i w całej środkowej części Niżu Europejskiego. Najczęściej podawana w literaturze maksymalna głębokość jeziora wynosi 108,5 m (według różnych badań wynosi: 106,1 m, 113 m czy 105,55 m). Przepływa przez nie rzeka Czarna Hańcza.

## Nazwa
Nazwa pochodzi z wymarłego języka jaćwińskiego z grupy bałtyckiej (por. lit. antis –„kaczka”).

## Charakterystyka
Jest to polodowcowe jezioro rynnowe o niskiej trofii (jezioro oligo-mezotroficzne). Na brzegach są liczne głazy, niektóre o kilkumetrowej szerokości. Nagromadzenie głazów jest tak znaczne, że sprawiają wrażenie celowo ułożonych (niekiedy grubość warstwy przekracza 2 m). Dno jeziora o znacznym nachyleniu (około 12°).
Wody jeziora Hańcza zaliczają się do I klasy czystości, przezroczystość (widzialność krążka Secchiego) dochodzi do 6 m. Dno piaszczysto-żwirowe. W litoralu roślinność wynurzona słabo rozwinięta (z powodu niskiej trofii i charakteru dna), podobnie jak roślinność zanurzona.
Jezioro ma powierzchnię 311,4 ha, średnią głębokość 38,7 m, długość 4530 m. Położone jest na wysokości 227 m n.p.m. Jest jednym z największych na Suwalszczyźnie.
Jezioro ma średnio rozwiniętą linię brzegową z kilkoma malowniczymi zatokami. Poza obniżeniami na krańcach północnym i południowym brzegi akwenu są strome, a nawet bardzo strome: wschodnie tworzą moreny czołowe zarośnięte dorodnym borem świerkowym; zachodnie, ukształtowane w pagórkowatą wyżynę lodowcową, zajmują pola orne i pastwiska. Jedynie w okolicy wsi Hańcza zachował się fragment lasów liściastych z dużym udziałem lipy.
Zlewnia jeziora, odwadniana przez sieć cieków i rowów melioracyjnych, zdominowana jest przez tereny rolnicze z fragmentami borów świerkowych i lasów mieszanych oraz niewielkimi obszarami zarośli na terenach podmokłych i nieużytkach. W zlewni zbiornika znajdują się mniejsze zbiorniki wodne: Oklinek, Boczniel, Jegliniszki.
W 1974 Hańcza została wpisana na listę Projektu Aqua UNESCO, z powodu głębokości, a zarazem dzięki wysokim, podwodnym ścianom, utworzonym ze zwięzłych osadów polodowcowych.
Jezioro jest atrakcyjnym miejscem do nurkowania.

## Ochrona przyrody
Jezioro leży na terenie Suwalskiego Parku Krajobrazowego. W całości jest objęte ochroną jako rezerwat przyrody Jezioro Hańcza. Od 1963 jezioro Hańcza wraz ze skarpą jest rezerwatem krajobrazowo-wodnym.

### Roślinność
Roślinność zanurzona reprezentowana jest głównie przez ramienicowce:
- ramienica szorstka Chara aspera,
- ramienica zwyczajna C. rudis,
- ramienica przeciwstawna C. contraria,
- ramienica grzywiasta C. jubata,
- ramienica szczeciniasta C. strigosa,
- rdestnica Potamogeton.

Roślinność wynurzona (helofity) reprezentowana jest przez:
- trzcina pospolita Phragmites australis,
- oczeret jeziorny Schoenoplectus lacustris,
- pałka wąskolistna Typha angustifolia,
- skrzyp bagienny Equisetum limosum,
- tatarak zwyczajny Acorus calamus,
- turzyca błotna Carex acutiformis.

### Fauna
W jeziorze występują gatunki ryb charakterystyczne dla zimnych wód północnych oraz potoków górskich, takie jak: miętus pospolity oraz głowacz pręgopłetwy i głowacz białopłetwy, a także sieja wigierska, sielawa, stynka. Jezioro Hańcza jest jedynym zbiornikiem, gdzie zachowała się jeszcze w czystej formie populacja siei wigierskiej Coregonus lavaretus maraena natio vigrensis. Występują także bardzo rzadko spotykane chłodne i tlenolubne skorupiaki: Eurythemora lacustris, Cyclops abyssorum, Heterocope appendiculate i Bosmina obtusirostis, Eurythemora gracilis (gatunek syberyjski, po raz pierwszy wykazany dla Polski przez Turskiego w 1994) i reliktowa Pallasea quadrispinosa.
W latach 1992–1996 prowadzono badania wskaźników mikrobiologicznych akwenu. Ogólna liczba bakterii w wodzie (zależnie od sezonu i stanowiska) wahała się wówczas w granicach od 1,5 miliona kom./ml do 6,7 miliona kom./ml. Najliczniej bakterie występowały w rejonie wpływu Czarnej Hańczy, a najmniej ich było w rejonie maksymalnego głęboczka. Najliczniej reprezentowane były: Pseudomonas, Micrococcus, Alcaligenes, a także Aeromonas, Acinetobacter i Bacillus.